# 長街宴
長街宴（ちょうがいえん）とは、ハニ族独特の客のもてなし方。各家庭が机と料理を一列に並べ、みんなで一緒に食べ、客に歓迎の意を表す。客は一番端に座り、宴会が始まると乾杯したり、紫に塗られた卵をもらいながら、端まで歩く。また、長街宴に汁物を出すことはタブーとされている。